# Adrien de Prémorel
Adrien-Jules de Durand de Prémorel, dit Adrien de Prémorel, né à Bruxelles le 17 mars 1889 et y est décédé le 28 février 1968, était un écrivain belge d'expression française.

## Chantre des bois et des campagnes
Décrit comme le chantre des bois et des campagnes, ce poète, folkloriste et naturaliste belge est connu pour avoir été un fervent défenseur de la nature. Ses positions contre les barrages de la Semois (rivière qu'il décrit comme « La plus femme de nos rivières, une ensorcelante maîtresse ») et de la Lesse (rivière qu'il décrit comme « la fille de l'Ardenne ») affirmeront son engagement dans la protection de la province de Luxembourg.

### Œuvre littéraire
Auteur de plus d'une vingtaine d'ouvrages, il contribua pendant longtemps à une chronique hebdomadaire dans le quotidien Le Soir. Il a également contribué par des textes journalistiques, proses et poèmes aux revues Almanach de la Générale gantoise des étudiants catholiques, Durendal, La Nef, Le Parvis et la Revue générale. Son ouvrage Cinq histoires de bêtes pour mes cinq fils (1935), dont la circulation est supérieure à 20 000 copies, est généralement reconnu comme son œuvre maîtresse. Dans cet ouvrage, Prémorel rend hommage, avec la force de sa langue riche et imagée, aux êtres — animaux, végétaux et cours d'eau — qui peuplent l'Ardenne et le Luxembourg belge.

### Écologiste?
La contribution de son importante œuvre littéraire et folklorique à la conscience écologique en Belgique est en partie discréditée par son activité de chasseur, car contrairement à d'autres pays (ex. : au Canada et aux États-Unis), les mouvements écologistes en Belgique sont fermement opposés à la chasse. Cependant, l'on doit reconnaître la sincère implication d'Adrien de Prémorel dans la préservation de l'environnement en Belgique.

## Citation
« Le respect de la nature est une preuve absolue de civilisation »

## Reconnaissances
- Prix Auguste Beernaert (1949)
- Élu à la présidence de l’Académie luxembourgeoise (1967)
- Création du prix littéraire Adrien de Prémorel

## Rues portant son nom
- rue Adrien de Prémorel à Dave
- rue Adrien de Prémorel à Ethe (Région de Virton)
- rue Adrien de Prémorel à Nassogne (de Prémorel a longtemps été un résident de la commune de Nassogne)
- rue Adrien de Prémorel à Wépion (où il existe également un square qui porte son nom)

## Statue
La commune de Bleid (dont il a été résident) a érigé une statue à l'effigie d'Adrien de Prémorel

## Liste d'ouvrages
Par ordre chronologique (non exhaustive)
- Nuit d’Avril (1912)
- Le Chemin des Ailes (1913)
- Branches … Oiseau x … Rayons … (1924)
- La Merveilleuse légende des grands bois d’Ardenne (1927)
- La Merveilleuse histoire du grand cerf de Freyr (1930)
- Sous Le Signe Du Martin-Pêcheur (1931)
- Cinq histoires de bêtes pour mes cinq fils (1935)
- Des Bêtes, des bois, des fleurs (1938)
- La Lesse, fille d’Ardenne (1941)
- Le Folklore de la plaine et des bois (1941)
- La Ferme et ses hôtes (1941)
- Le Génie du ruisseau (1946)
- Folklore De La Plaine Et Des Bois (1949)
- De la Haute Lesse à la Semois (1950)
- Ardenne, pays des fées (1953)
- Han ou La Promenade enchantée (1954) avec Jacques Janssen et Lucien De Meyer
- Au Beau domaine des bêtes (1956)
- Du Fusil à la plume, mémoires d'un chasseur (1958)
- Dans la forêt vivante (1959)
- Le Vrai visage des bêtes (1962)
- La Vie secrète de nos oiseaux (1963)
- Oiseaux de bon augure? (1965)
- Langage et réputation proverbiale chez les bêtes (1965)
- Le Chant de La Converserie (1964)
- Nouvelles histoire de bêtes (1965)
- Adrien de Prémorel et l'Ardenne ; poèmes, récits, chroniques (2001)